# Maillé-Brézé (1931)
Maillé-Brézé – francuski wielki niszczyciel typu Vauquelin. Zatonął 30 kwietnia 1940 roku w wyniku eksplozji własnych torped i pożaru w Greenock.
Nazwę tę nosił następnie powojenny niszczyciel typu T47, zachowany jako okręt-muzeum.

## Budowa
Okręt zamówiono 1 lutego 1930 roku w ramach programu budżetowego z 1929 roku pod numerem 124, w stoczni Penhoët-Saint Nazaire w Saint-Nazaire. Stępkę pod jego budowę położono 9 października 1930 roku, a wodowano go 9 listopada 1931 roku. Został wcielony celem przeprowadzenia prób 1 września 1932 roku, a wcielony do marynarki 31 grudnia tego roku. Etap budowy ukończono 6 kwietnia 1933 roku, po czym okręt ostatecznie wszedł do czynnej służby 23 kwietnia 1933 roku. Otrzymał imię od Jeana de Maillé księcia de Brézé (1619-1646).

## Służba
„Maillé-Brézé” początkowo wszedł w skład 6. dywizjonu lekkiego (DL) 2. Eskadry Lekkiej w Breście na wybrzeżu atlantyckim. W październiku 1934 roku został wraz z dywizjonem przeniesiony na Morze Śródziemne, tworząc 9. dywizjon lekki Grupy Kontrtorpedowców (od września 1936 roku: 3. Eskadry Lekkiej) w Tulonie. Od transferu w 1934 do 1936 roku nosił numer burtowy: 7, od sierpnia 1936 roku: 91, a od kwietnia 1939 roku do końca: X91.

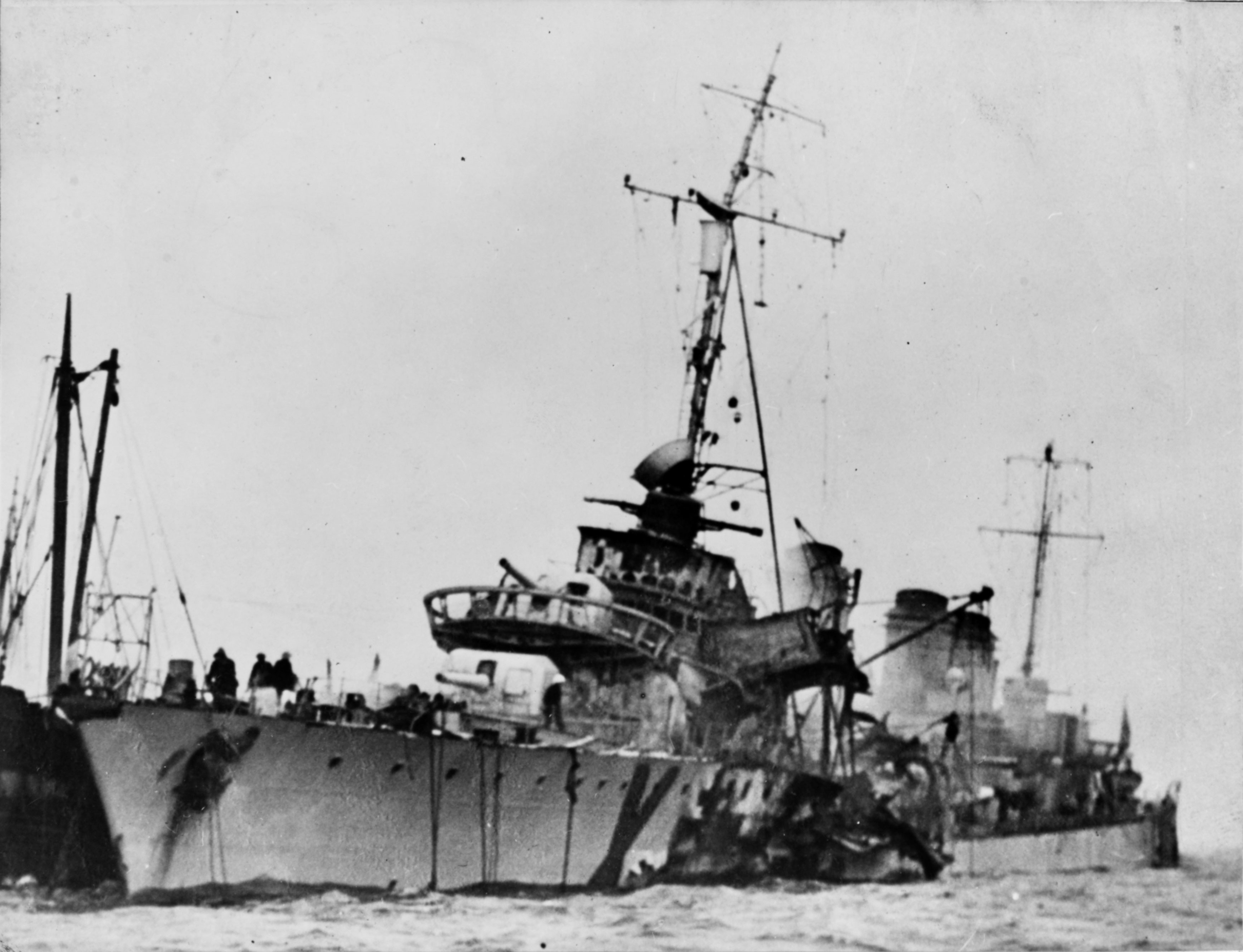
Tonący „Maillé-Brézé”

3 września 1939 roku „Maillé-Brézé” wchodził w skład 9. dywizjonu kontrtorpedowców (DCT) 3. eskadry. Brał udział w kampanii norweskiej, podczas której 9 kwietnia 1940 roku w składzie zespołu z krążownikiem „Emile Bertin” był atakowany niecelnie przez lotnictwo. 19 kwietnia 1940 roku, eskortując konwój FP-1 z Clyde do Namsos, atakował nieskutecznie bombami głębinowymi okręt podwodny U-46. 30 kwietnia 1940 roku, podczas prowadzenia wspólnych działań z Royal Navy, niszczyciel był na redzie portu Greenock. Na skutek błędu w obsłudze, wystrzelono wówczas torpedę z wyrzutni lewoburtowej skierowanej w położeniu wzdłuż okrętu, która trafiła w tylny koniec pokładu dziobowego, wybuchła i spowodowała pożar, doprowadzając do zatonięcia okrętu. Zginęło 37 członków załogi, w tym 31 zaginionych, a 47 odniosło rany. Wrak podniesiono i pocięto dopiero w 1954 roku.